# Johann Heinrich Schulz
Johann Heinrich Schulz (* 1739; † 1823) war ein deutscher lutherischer Pfarrer, der als Zopfschulz, Zopfschulze oder Zopfprediger bekannt wurde.

## Ausbildung und Beruf
Schulz studierte von 1758 bis 1761 in Halle (Saale) und wurde später Lehrer in Berlin. 1765 wurde er von den dortigen Grundherren zum Prediger in Gielsdorf, Wilkendorf und Hirschfelde berufen, wo er 26 Jahre tätig war. Bei der Predigt verzichtete er auf das Tragen der sonst üblichen Perücke und zeigte sich barhäuptig mit Zopf, was ihm den Beinamen Zopfschulze u. ä. einbrachte.
Er veröffentlichte zahlreiche anonyme Schriften.

## Zopfschulzenprozess
1791 wurde er wegen Verstoßes gegen das Wöllnersche Religionsedikt vom 9. Juli 1788 des Königs Friedrich Wilhelm II. vom Dienst suspendiert. Das von Schulz, der von Carl Ludwig Amelang verteidigt wurde,  angerufene Berliner Kammergericht indes beschied am 21. Mai 1792, dass Schulz zwar nicht als lutherischer, doch als geistlicher Prediger im Amt verbleiben dürfe. Friedrich Wilhelm II. ordnete noch am Tage der Entscheidung die Entlassung des Predigers an. Der König ließ sich die Namen derjenigen Richter mitteilen, die für Schulz votiert hatten, und ließ gegen sie Strafen in Form von Gehaltsentzug festsetzen, die später im Gnadenwege aufgehoben wurden. Dieser Eingriff in die richterliche Unabhängigkeit wird als Rückschritt gegenüber der fortschrittlichen Entwicklung seit dem Jahre 1779, in dem der Müller-Arnold-Prozess stattgefunden hatte, angesehen.
Friedrich Wilhelm III. gestattete 1798 eine Revision des Prozesses, in dem der Verstoß gegen das Religionsedikt bestätigt wurde. Der König sicherte Schulz aber eine lebenslange Versorgung zu, worauf dieser Anstellung als Inspektor im königlichen Fabrikdepartement, nach anderen Quellen als Geschirrschreiber bei der Porzellanmanufaktur in Berlin fand.
1808 wurde Schulz in den Ruhestand versetzt.

## Schriften
- Versuch einer Anleitung zur Sittenlehre für alle Menschen, ohne Unterschied der Religionen: nebst einem Anhange von den Todesstrafen.
  - Band 1. Berlin : Baum, 1786.
  - Band 2. Berlin : Baum, 1787.